# Sân bay Okoyo
Sân bay Okoyo (IATA: OKG) là một sân bay ở Okoyo, tỉnh Cuvette, Cộng hòa Congo.

## Vị trí và cơ sở vật chất
Sân bay nằm cách thị trấn khoảng 1,5 km về phía bắc, trên độ cao 1415 ft (413 m) so với mực nước biển. Nó có một đường băng cỏ dài 1640 m.